# Francisco Camacho (político)
Francisco Maria Rosa Fialho Camacho (Lisboa, 21 de Maio de 1993) é um advogado e político português. É o actual presidente da Juventude Popular, desde 7 de Março de 2021.

## Biografia
É o mais velho de dois irmãos, filho de um médico veterinário oficial do exército natural de Beja e de uma médica veterinária natural de Porto de Mós. Nasceu em Lisboa, na freguesia de São Domingos de Benfica, e sempre residiu nas Avenidas Novas.
Frequentou e concluiu o ensino primário, básico e secundário no Colégio São João de Brito, no Lumiar. Foi também animador voluntário dos campos de férias Campinácios, organizados pela Companhia de Jesus.
Estudou na Faculdade de Direito da Universidade Católica Portuguesa, onde se licenciou em Direito, em 2015. Obteve o grau de mestre em Direito e Gestão, pela mesma universidade, em 2019. Pós-graduou-se em Direito da Contratação Pública, desta vez pela Faculdade de Direito da Universidade de Lisboa, em 2019.
Enquanto estudante universitário desempenhou diversos cargos de liderança associativa, chegando a presidir à Associação Académica da Faculdade de Direito da Universidade Católica Portuguesa (AADUCP) e à Associação Desportiva do Ensino Superior de Lisboa (ADESL).
Iniciou a sua carreira profissional em 2016, como advogado-estagiário na sociedade de advogados portuguesa PLMJ, estando inscrito enquanto advogado desde 2020 (com cédula suspensa, a seu pedido). Actualmente é Consultor Jurídico na Associação Portuguesa de Bancos, desde 2019.

### Percurso político
Em 2011, aderiu à Juventude Popular e, em 2014, ao CDS–PP, sempre na concelhia de Lisboa.
Desde cedo assumiu responsabilidades enquanto dirigente da Juventude Popular, quer a nível concelhio, quer nacional. Em 2016 sucedeu a Francisco Rodrigues dos Santos na liderança da Juventude Popular de Lisboa e é, desde 2021, presidente da Juventude Popular.
Nas eleições autárquicas de 2017 foi candidato à presidência da Junta de Freguesia de Alvalade, obtendo um histórico resultado para o CDS–PP (18,4%). Desde então é membro da Assembleia de Freguesia de Alvalade, participando igualmente na Assembleia Municipal de Lisboa, em regime de rotatividade.